# B in the Mix: The Remixes
B in the Mix: The Remixes er det første remixalbum fra sangerinden Britney Spears. Det blev udgivet i 2005 i to forskellige covers.

## Sange
1. "Toxic" [Peter Rauhofer Reconstruction Mix Edit] – 6:45
2. "Me Against the Music" [Justice Extended Remix] (featuring Madonna) – 4:01
3. "Touch of My Hand" [Bill Hamel Remix] – 5:19
4. "Breathe on Me" [Jacques Lu Cont's Thin White Duke Mix] – 3:56
5. "I'm a Slave 4 U" [Dave Audé Slave Driver Mix] – 5:52
6. "And Then We Kiss" [Junkie XL Remix] – 4:27
7. "Everytime" [Valentin Remix] – 3:24
8. "Early Mornin'" [Jason Nevins Remix] – 3:38
9. "Someday (I Will Understand)" [Hi-Bias Signature Radio Remix] – 3:46
10. "...Baby One More Time" [Davidson Ospina 2005 Remix] – 4:37
11. "Don't Let Me Be the Last to Know" [Hex Hector Club Mix Edit] – 8:17

iTunes Deluxe Version
- 12. "Toxic" [Peter Rauhofer Reconstruction Mix Radio Edit] – 4:29
- 13. "I'm A Slave 4 U" [Dave Audé Slave Driver Extended Mix] – 7:05
- 14. "Touch of My Hand" [Bill Hamel Dub] – 7:17

UK version
- 12. "Stronger" [Mac Quayle Mixshow Edit] – 4:48
- 13. "I'm Not a Girl, Not Yet a Woman" [Metro Mix] – 5:26

Japansk version
- 12. "Stronger" [Mac Quayle Mixshow Edit] – 4:48
- 13. "I'm Not a Girl, Not Yet a Woman" [Metro Mix] – 5:26
- 14. "Someday (I Will Understand)" [Gota Remix] – 7:17